# Duncan Pell
Duncan C. Pell (* 23. Januar 1807; † 16. Januar 1874 im Newport County, Rhode Island) war ein US-amerikanischer Politiker. In den Jahren 1865 und 1866 war er Vizegouverneur des Bundesstaates Rhode Island.

## Werdegang
Die Quellenlage über Duncan Pell ist sehr schlecht. Über seine Jugend und Schulausbildung ist nichts überliefert. Auch über seinen Werdegang jenseits der Politik gibt es in den Quellen keine Angaben. Gesichert ist nur, dass er zumindest zeitweise in Newport lebte. Auch seine Parteizugehörigkeit wird in den Quellen nicht angegeben. Im Jahr 1865 wurde er an der Seite von James Y. Smith zum Vizegouverneur von Rhode Island gewählt. Dieses Amt bekleidete er zwischen 1865 und 1866. Dabei war er Stellvertreter des Gouverneurs und Vorsitzender des Staatssenats. Er war der Vater von Duncan Archibald Pell (1842–1874), einem in den Vereinigten Staaten bekannten Offizier im Heer der Union während des Bürgerkrieges. Der ältere Pell starb am 16. Januar 1874, sein Sohn am 23. Oktober desselben Jahres.